# Sam Ström
Johan Samuel (Sam) Ström, född den 2 december 1880 i Transtrands församling, Kopparbergs län, död den 29 maj 1945 i Stockholm, var en svensk jurist.
Ström avlade juridisk-filosofisk examen vid Uppsala universitet 1901 och juris utriusque kandidatexamen 1905. Han tjänstgjorde som kanslist i konstitutionsutskottet 1908 och 1909 och vid länsstyrelsen i Stockholms län 1909. Ström blev tillförordnad fiskal i Svea hovrätt 1910, adjungerad ledamot där 1911, förordnad som assessor 1915, ordinarie fiskal 1917 och hovrättsråd 1918. Han var divisionsordförande 1927–1939 och därefter vice ordförande på division. Ström blev riddare av Nordstjärneorden 1922 och kommendör av andra klassen av samma orden 1933. Han vilar på Orsa nya kyrkogård.